# 张锡田 (1907年)
张锡田（1907年—1993年），字蔚然，男，直隶（今河北）安平人，中国军事人物、政治人物，曾任中国国民党革命委员会山东省委员会主任委员，第五、六、七届全国政协委员。